# Christine Kunkler
Christine Kunkler (* 18. März 1970 in Bruchsal) ist eine deutsche bildende Künstlerin, Kunsthistorikerin, Kuratorin und Galeristin.

## Leben und Werk
Nach dem Abitur begann Christine Stefanie Kunkler zunächst an der Universität Swansea ein Studium in Geschichte und Englisch, das sie 1990 an der Universität Heidelberg fortsetzte. Im Anschluss studierte sie in England Kunst. Einen ersten Erfolg in der Malerei bildete der Kreuzweg für St. Elisabeth/Obereschbach, Bad Homburg. Schwerpunkte ihrer künstlerischen Tätigkeit sind Stadtbilder, Porträts, Studien zur Gesellschaft und abstrakte Gemälde zur reinen Kontemplation. Zwischen 2012 und 2015 studierte sie an der Universität Malta Kunstgeschichte. Des Weiteren leitet sie zusammen mit ihrem Mann und Sohn die LDXArtodrome Gallery in Berlin. Ihre Bilder und Installationen wurden in zahlreichen Ländern gezeigt, u. a. in den USA, China, Italien, Südkorea, Deutschland, Schweiz und Malta.  
Kunklers künstlerisches Gesamtwerk ist in ein 3-Raum-Konzept analog zu den wichtigsten drei Funktionen der Kunst untergliedert. Im ersten Gestaltungsraum begegnet der Betrachter einer künstlerischen Abbildung der sogenannten Heilen Welt. Er beschäftigt sich mit Themen der Ästhetik, des Schönen. Der zweite Gestaltungsraum entdeckt Kunst als Ausdruck der eigenen Lebenssituation: Der Künstler, der wie jeder in seinem eigenen Kosmos die Welt erlebt,  beschreibt diese für seine Mitmenschen, aber auch für die Nachwelt. Dies versucht er, durch eine Abstrahierung seiner eigenen subjektiven Erfahrung zu machen. Der dritte Gestaltungsraum schließlich entpuppt sich als Kunst mit kritischer Hinterfragung der Wirklichkeit: Sie wird als eine Möglichkeit gesehen, der Gesellschaft Probleme vor Augen zu führen, Systeme in Frage zu stellen, Wunden offenzulegen. Sie hat die Funktion eines Spiegels. Der Künstler beschreibt, interpretiert  bzw. kritisiert eine Welt, die nicht unbedingt seine direkte Umgebung darstellt. Im dritten Gestaltungsraum entstehen neben einzelnen Gemälden zu bestimmten Themen auch raumgreifende Installationen. Bei diesen sogenannten Aktionsinstallationen arbeitet die Künstlerin mit Menschen zusammen, die von der jeweiligen Thematik direkt betroffen sind. Allen drei Räumen ist gemein, dass sie als Kommunikationskanal fungieren, um zur Diskussion, zum Nachdenken und zur Kontemplation in einer positiven Art und Weise anzuregen.
Kunkler beschäftigte sich anlässlich der neuerlichen Montagsdemonstrationen gegen die geplanten Sozialreformen in Deutschland 2004 mit den Sorgen und Ängsten der betroffenen Menschen. Hierzu ließ sie sich von den Veranstaltern der Montagsdemonstrationen nach Leipzig einladen und bat die Demonstranten, ihre Beweggründe zur Protestteilnahme auf zwei großen Leinwänden (je 2 × 4 m) festzuhalten. Die beiden Leinwände mit ihren vielfältigen Statements dienten der Künstlerin als Grundlage, aus der in der Folge die Installation „Protest II“ entstand. Die Installation ist so angelegt, dass der Betrachter seine eigene Meinung zu dem Thema niederschreiben und an bereitstehende Bauzäune anheften kann. Auf diese Weise wird die Installation durch Aktivitäten der Besucher erweitert und bietet gleichzeitig die Möglichkeit, die Einstellung zu wichtigen gesellschaftspolitischen Themen über längere Zeitperioden hinweg zu beobachten. Ein Artikel über die Aktion erschien am 10. September 2004 in der F.A.Z. und wurde von 3SAT in einem Kurzbeitrag gezeigt.
Kunkler lebt in Malta.

## Letzte Ausstellungen
2004:
- Forchheim, Rathhaushallen
- Nürnberg, Rathaus
- Nürnberg, Tagungszentrum Südwest

2005:
- Zürich, Art International
- Forchheim, Galerie Artodrome
- Seoul, Jung Gallery

2006:
- San Francisco, Kang Gallery
- Seoul, Gallery Ho
- Seoul, Gallery Jung
- Forchheim, Galerie Artodrome

2007:
- Seoul, Hangaram Museum
- New York, Artexpo
- Kitakyushu/Japan, NAAF 2007
- Udine/Italien, Galleria Nuovo Spazio
- Genf, Europ´Art